# Sego

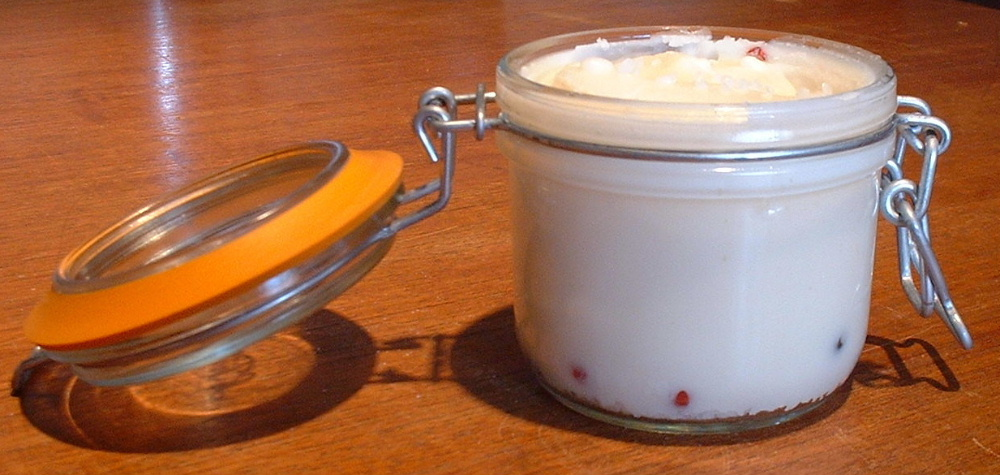
Sego di vitello

Il sego è un grasso di ovini e bovini.

## Caratteristiche e utilizzi
Può essere prodotto dalla raffinazione del grasso che circonda il cuore e il rognone dei bovini. La sua composizione chimica è vicina a quella dello strutto ma con maggior quantità di acidi grassi saturi. A differenza di quest'ultimo, può essere conservato relativamente a lungo senza refrigerazione, a patto che sia in un contenitore ermetico che ne prevenga il contatto con l'aria.
È usato in saponeria come antischiumante e nell'industria alimentare per alcuni tipi di margarine e surrogati del burro; fino alla fine del diciannovesimo secolo era usato per fabbricare candele e per la preparazione di campioni anatomici. In alcuni saponi o altri prodotti può essere indicato in etichetta con il termine inglese tallowate.
Viene utilizzato, inoltre, come lubrificante durante il processo di montaggio delle sale montate ferroviarie in alternativa ai lubrificanti sintetici, in quanto non lascia residui untuosi dopo la sua decomposizione a contatto con l'aria.

## Composizione
La composizione di acidi grassi del sego è tipicamente la seguente:
- acidi grassi saturi:
  - acido palmitico: 26%
  - acido stearico: 14%
  - acido miristico: 3%
- acidi grassi monoinsaturi:
  - acido oleico: 47%
  - acido palmitoleico: 3%
- acidi grassi polinsaturi:
  - acido linoleico: 3%
  - acido linolenico: 1%